# Hahnennest (Ostrach)
Hahnennest ist ein Teilort Burgweilers, eine von acht Ortschaften der baden-württembergischen Gemeinde Ostrach im Landkreis Sigmaringen.

## Geographie

### Geographische Lage
Der Teilort Hahnennest liegt 5,6 Kilometer südwestlich der Ortsmitte Ostrachs, südlich der Bahnstrecke Altshausen–Schwackenreute, zwischen Mettenbuch im Westen, Burgweiler im Osten und Ochsenbach im Süden.

## Geschichte
1246 wurde der Ort Hanennest erstmals genannt, 1454 an das Kloster Salem verkauft. 1637 ging Hahnennest mit Burgweiler an die Grafschaft Heiligenberg.
Im Zuge der Gebietsreform in Baden-Württemberg wurde die Gemeinde Burgweiler mit dem Ort Hahnennest am 1. Januar 1975 nach Ostrach eingemeindet.

## Kultur und Sehenswürdigkeiten

### Bauwerke
Die katholische Filialkapelle St. Michael wurde im Jahre 1610 erbaut. Sie zeigt sich als ein verputzter Massivbau mit hölzernem Dachreiter mit einer a‘‘-Glocke der Glockengießerei Grüninger aus dem Jahr 1949. Zur Ausstattung zählen ein Ölgemälde auf Leinwand von 1622 (es zeigt die Kreuzabnahme), ein Votivbild von 1684 (Heiliger Georg) und eine spätgotische Holzstatuette eines Heiligen.
Sowohl die „Kapelle St. Michael“ (Hahnennest 8; 1610) als auch ein „Brunnen aus gusseisernem Brunnenstock und Brunnentrog“ (bei Hahnennest 4/1; 1906) stehen unter Denkmalschutz.